# 天空海翔馬
天空海 翔馬（あくあ しょうま、1990年11月6日 - ）は、茨城県東茨城郡大洗町出身で、立浪部屋所属の現役大相撲力士。本名は高畠 祐貴（たかはた ゆうき）。最高位は西前頭10枚目（2022年1月場所）。身長184.0cm、体重166.0kg。
2017年春巡業より、貴健斗とコンビを組んで初切を担当していた。2025年5月場所から7月場所5日目まで本場所の弓取式を担当した。

## 来歴
自動車販売業を営む家庭で生まれ育ち、父も中学在学時にレスリングで全国制覇した。那珂湊第一高校（現・那珂湊高校）では柔道部に所属し、2007年度には総体に出場した経験もある。
卒業後は水戸産業技術専門学院に入学したものの、在学中に同郷の稀勢の里の活躍を目の当たりにしたことで力士への道を志し、2010年11月に立浪部屋に入門した。当初は自動車整備士の国家資格を取得し、2011年3月の卒業以降に上京し本格的な力士生活を開始する予定だったが、直前に東日本大震災が発生し、地元・大洗町も津波による甚大な被害を受けた影響で部屋入りを延期。がれき撤去や片付け作業に追われた。この時期は、力士の道を断念することをも考えたほどだったが、父の励ましを受けて2011年4月29日より立浪部屋での生活を開始した。
2021年3月場所中の朝日新聞の記事では、高校時代には相撲に全く興味が無く、名前を知っていた力士は当時の現役横綱と高見盛くらいであった、入門は度重なる勧誘に折れる形で決めた、と入門に至るまでの経緯について伝えられた。
入門当初は豊乃浪 祐貴（とよのなみ ゆうき）の四股名で土俵に上がり、2011年1月場所で序ノ口、同年5月技量審査場所で序二段、9月場所では三段目と、順調に番付を上げた。2013年5月場所で初めて幕下へ昇進すると、そのまま幕下の地位に定着した。2014年3月場所より天空海 翔馬（あくあ しょうま）の四股名に改名した。当改名には、「成績に波があるので、浪を取って波をなくしたい。」という意味が込められていた。音訓が混じり、極めて難読な当四股名は、入門当初に、出身地近くのアクアワールド茨城県大洗水族館に因んで立浪が考えた「阿久亜」の読みを採用した上で、番付上昇の願いを込めて「天」と、地元・大洗町を象徴する「空」と「海」の漢字を当てたとされる。この年の後半から、幕下上位で相撲を取るようになり、関取昇進の機会をうかがうようになる。自己最高位を更新（東幕下5枚目）して迎えた2016年3月場所では、12日目の6番相撲で勝ち越し決定後、千秋楽の7番相撲で当時東十両12枚目に在位していた朝弁慶と対戦し、初めて大銀杏姿で土俵に上がったものの押し出しで敗れ、十両昇進には至らなかった。翌2016年5月場所も自己最高位を更新（東幕下2枚目）して迎え、4日目の3番相撲で当時西十両13枚目に在位していた宇良と対戦し、2度目の大銀杏姿での取り組みに挑んだが、下手投げに屈した上に、当該取組で膝を負傷してしまい、以降も不調が続き1勝6敗と入門以来の大敗を喫した。
2017年は1年間を通じて、幕下15枚目以内の番付で相撲を取った。この年の春巡業で貴乃花の付け人となり、貴乃花から「まわしを取らずに前へ出ろ」と指導されたことにより相撲に迷いが無くなった。11月場所では西幕下4枚目の番付で6番目を終わって4勝2敗の成績であり、千秋楽に西十両14枚目で7勝7敗としていた矢後との取組に勝って5勝2敗とした。この場所後の番付編成会議で、2018年1月場所での新十両昇進が決定した。茨城県からは2010年11月場所の髙安（土浦市出身）以来約8年ぶりで大洗町出身では1937年1月場所の鹿嶌洋以来81年ぶりの十両昇進となった。
新十両として迎えた2018年1月場所は初日から4連敗をするなど本来の相撲を取りきれず、4勝11敗で跳ね返された。幕下に落ちた3月場所は西幕下5枚目で4勝3敗と勝ち越したが、西幕下3枚目に上がった5月場所は3勝4敗と負け越した。西幕下5枚目に番付を下げた7月場所は4勝3敗の成績だったが、幕下上位で勝ち越した力士が少なかったという幸運もあり、場所後の番付編成会議で9月場所での再十両昇進が決定した。
2019年名古屋場所では東幕下7枚目で迎え7日目に琴手計に勝って自身通算200勝を挙げた。
その後9月場所を東幕下2枚目で迎え、6勝1敗の成績で十両復帰、翌11月場所で十両において自身初の勝ち越しを決めた。
2020年7月場所は10勝5敗とし、自身初の2桁勝利を記録した。十両優勝決定戦は6人で争うことになり、1回戦目は水戸龍を破り巴戦に進出した。巴戦では立浪部屋力士、明生、豊昇龍との同部屋優勝決定戦となった。しかし、初戦で明生が豊昇龍に勝利しそのまま明生が天空海に勝利し優勝を決めたため、惜しくも優勝を逃した。
同年9月場所では自己最高位タイの西十両6枚目で迎え、初日から2連敗を喫したが中盤では4連勝と徐々に調子を上げ9勝5敗とし、千秋楽に勝てば新入幕が確実となる取組で明瀬山を寄り切りで破り10勝5敗と2場所連続の二桁勝利と新入幕を確実にした。この場所後の11月場所の番付発表で西前頭16枚目に昇進し、初土俵から10年でようやく新入幕の座を手にした。幕内昇進に際し、「長かった」と今までを振り返った。茨城県からは2011年7月場所の髙安（土浦市出身）以来約9年ぶりで大洗町出身では1938年5月場所の鹿嶌洋以来約82年ぶりの幕内昇進となった。
新入幕力士としてむかえた11月場所では、5日目終了時点で1勝4敗と黒星先行であったが、6日目以降は星を伸ばし、14日目に勝ち越し、9勝6敗で終えた。勝ち越し後のインタビューでは、場所中に車で両国国技館に向かう途中にダンプカーに後ろから追突され、むち打ちと診断されたことを明かした（後述）。
12月11日、新型コロナウイルスに感染したことが相撲協会から発表された。28日、芝田山広報部長は天空海ら感染した立浪部屋力士11人全員が26日までに退院したことを明かした。
2023年11月場所は東十両10枚目の地位で5勝10敗の成績を残し、自身初めての九州場所での負け越しとなった。番付運次第で幕下に陥落しかねない状況となったが、わずか1枚降下の東11枚目と番付運に恵まれた。
しかしその2024年1月場所でも6勝9敗と負け越し、東十両13枚目で迎えた3月場所、2日目に初勝利の後は白星が先行し11日目終了時点で6勝5敗だったもののそこから連敗し黒星先行、14日目に千代丸、千秋楽には塚原といずれも十両昇進争いの幕下上位力士に敗れ4連敗、6勝9敗に終わり、幕下へ陥落した。
東幕下筆頭となった5月場所では、3勝3敗で迎えた千秋楽、勝てば十両復帰が決まる一番で、土俵際投げの打ち合いの際どい勝負ながら十両伯桜鵬に敗れ負け越し、1場所での十両復帰を逃した。
同部屋の豊昇龍が横綱に昇進した事が契機となり、立浪親方から弓取の打診を受け、2025年3月から長く弓取を務めた聡ノ富士の指導を受けて弓取の練習を開始。以降は春巡業で弓取を披露することもあったが、西幕下筆頭で迎えた2025年5月場所では、本場所での弓取式デビューを果たすこととなった。関取経験者としては前年5月場所で朝乃若が同場所の2日目から千秋楽まで勤めて以来となるが、幕内経験者の弓取は毎日弓取式を実施するようになった1952年5月場所以降で大田山（幕内力士として実施）、大岩山（1957年9・11月場所は幕内力士として実施）に次ぐ3人目で、関取を陥落していた力士としては初となった。翌7月場所も初日から弓取りを担当したが、同場所5日目から豊昇龍が途中休場したため6日目から花の海と交代になった。同場所7日目の花の海との一番は「弓取り対決」として話題になり突き落としで勝利したが、この取組後に、今後は弓取りの担当を退く意向を表明した。

## 取り口
得意手は押しと叩き。入門からしばらくは柔道経験者にありがちな「脇がガラ空きになる」「投げに頼る」という癖が目立ち、懐に入られたら二丁投げ（柔道の払腰に相当）で自滅することがあったが、弟弟子の明生、豊昇龍との稽古で四つ相撲の技術を吸収。入幕時には柔道の癖は影を潜めた。
掛け投げも得意であり、2021年9月場所は9勝中4勝を掛け投げで挙げている。中日のNHK大相撲中継では、「今日も掛け投げ」と実況されていた。2021年11月場所前には「親方衆にも会う度に（掛け投げへの期待を）言われたりして…。できちゃうから狙っちゃう。今日もいけそうだと。来場所は狙わないように、体が動いて、自然と出れば」と語っていた。

## エピソード
- 2018年1月場所に初土俵を踏んだ朝青龍の甥である弟弟子の豊昇龍は新十両となった天空海の化粧廻しを借りて新序出世披露に臨んだ[15]。
- 2018年2月2日、東京都新宿区の須賀神社前階段で、映画『君の名は。』のキービジュアルイラストを真似した写真を同部屋の越乃花と撮影し、自身のTwitter（現X）に投稿。その写真「君の四股名は。」はインターネット上で話題になった[16]。また、2019年8月19日にも家庭用扇風機を片手で持ち、風を浴びる「力士用ハンディファン」という投稿で話題になった。しかし、同年11月に阿炎がSNSで不適切な投稿を行なったことを受け、SNSの自粛通達が出たため、天空海自身による更新は11月9日を最後に途絶えている（但し、他人の投稿を共有する、いわゆるリツイートは行なっている）。
- 2018年9月場所で十両に復帰した時に、締め込みを新十両の時とは違うものに変えた。ライムグリーンの新しい締め込みは、部屋の弟弟子だった元十両・力真から譲り受けたもので、力真は現役時代に使用していない新品だった。この締め込みを使用するに当たり、「力真の気持ちも引き継いで勝ち越して恩返しをしたい」と意気込んだ[17]。
- 2017年のある時の巡業先のエレベーターで、かつて自身が所属していた一門の横綱であった日馬富士と鉢合わせした際に自分が27歳になったことを伝えると、日馬富士から「まだ27歳だ」と言われた。以来、自分の年齢について「もう○○歳」ではなく「まだ○○歳」という意識を持つようになった[18]。
- 専門学校時代は自動車整備士になるという夢を持っていたが、その夢を諦めた理由は、当時すでに120kgに達していた巨体故に体が車体の下に入らない、細かい作業が厳しいというもの。第2の夢の格闘家も「それで食っていけるのはひと握りのトップ選手のみ」という理由で断念。悩んでいたところ父親と相談して力士になったという[19]。「ニートになってもしょうがねぇし力士になるか」という気持ちもあったとのこと。
- 2020年11月場所中、本人によると「5日目ぐらい」に、国技館へ車で移動している時にダンプカーに追突される被害に遭っていたことを同場所14日目に公表した。その日の取組後に病院で「むち打ち」と診断されたが、この場所は14日目に勝ち越した[20]。事故が起きたのは信号待ちをしている時だったので、本人は「スピードが出たダンプだったらここにいないかも」と事故の感想を述べていた[21]。
- 2021年3月場所2日目では、父の運転する車で国技館に向かう際、高速道路の料金所を出たところで無保険、無車検の車に追突され、頸椎を捻挫した。痛みを抱えながらもこの場所も勝ち越し、幕内復帰を決めた[22]。
- アクアワールド茨城県大洗水族館には「頑張れ天空海翔馬関」と記された応援水槽まで設置された[23]。
- 2021年12月27日放送の『有吉ゼミ』で、あくまで素人レベルと断りを入れながらも、アクセサリー作りを趣味とすると明かした[24]。
- 協会公式プロフィールによると好きなアーティストはASIAN KUNG-FU GENERATION。好物はカヌレ。好きなYouTuberは石橋貴明[25]。
- 2022年の大相撲の七夕企画では「甘い物をたらふく食べたいハート」と短冊に書いた。この様子を報道した記事によると、カヌレの他にマスカットも好物とのこと[26]。
- 九州場所は非常に験が良く、2011年から2022年まで、東京開催となった2020年も含めて12年連続で勝ち越していたが、2023年は5勝10敗と初めて負け越した。
- 2023年7月場所から行っている取組前の大量の塩まきは、同郷の元関脇・水戸泉に憧れて始めたもの[27]。

## 主な成績
2025年7月場所終了現在
- 通算成績：415勝408敗3休（87場所）
  - 幕内成績：36勝54敗（6場所）

### 場所別成績
| | 一月場所 初場所（東京） | 三月場所 春場所（大阪） | 五月場所 夏場所（東京） | 七月場所 名古屋場所（愛知） | 九月場所 秋場所（東京） | 十一月場所 九州場所（福岡） |
| --- | ----------------------- | ----------------------- | ----------------------- | --------------------------- | ----------------------- | --------------------------- |
| 2010年 （平成22年） | x                       | x                       | x                       | x                           | x                       | （前相撲）                  |
| 2011年 （平成23年） | 東序ノ口25枚目 6–1      | 八百長問題 により中止   | 東序二段52枚目 4–3      | 西序二段18枚目 5–2          | 西三段目77枚目 3–4      | 西三段目93枚目 4–3          |
| 2012年 （平成24年） | 東三段目76枚目 6–1      | 西三段目19枚目 3–4      | 東三段目39枚目 3–4      | 東三段目55枚目 4–3          | 東三段目38枚目 3–4      | 東三段目53枚目 6–1          |
| 2013年 （平成25年） | 東三段目3枚目 3–4       | 西三段目12枚目 6–1      | 東幕下34枚目 2–5        | 西幕下51枚目 5–2            | 西幕下34枚目 3–4        | 西幕下41枚目 4–3            |
| 2014年 （平成26年） | 西幕下34枚目 4–3        | 西幕下28枚目 2–5        | 東幕下48枚目 6–1        | 西幕下20枚目 4–3            | 西幕下17枚目 5–2        | 東幕下12枚目 4–3            |
| 2015年 （平成27年） | 西幕下8枚目 3–4         | 西幕下13枚目 5–2        | 東幕下8枚目 4–3         | 東幕下6枚目 2–5             | 東幕下17枚目 5–2        | 東幕下8枚目 4–3             |
| 2016年 （平成28年） | 東幕下7枚目 4–3         | 東幕下5枚目 4–3         | 東幕下2枚目 1–6         | 西幕下18枚目 5–2            | 西幕下10枚目 3–4        | 西幕下16枚目 5–2            |
| 2017年 （平成29年） | 西幕下8枚目 4–3         | 西幕下6枚目 2–5         | 西幕下15枚目 4–3        | 西幕下12枚目 4–3            | 西幕下10枚目 5–2        | 西幕下4枚目 5–2             |
| 2018年 （平成30年） | 東十両14枚目 4–11       | 西幕下5枚目 4–3         | 西幕下3枚目 3–4         | 西幕下5枚目 4–3             | 西十両14枚目 3–9–3      | 東幕下8枚目 4–3             |
| 2019年 （平成31年 /令和元年） | 西幕下4枚目 2–5         | 東幕下11枚目 3–4        | 西幕下14枚目 5–2        | 東幕下7枚目 6–1             | 東幕下2枚目 6–1         | 東十両12枚目 8–7            |
| 2020年 （令和2年） | 西十両9枚目 9–6         | 西十両6枚目 4–11        | 感染症拡大 により中止   | 西十両13枚目 10–5           | 西十両6枚目 10–5        | 西前頭16枚目 9–6            |
| 2021年 （令和3年） | 東前頭13枚目 5–10       | 西十両筆頭 8–7          | 東前頭17枚目 5–10       | 西十両2枚目 8–7             | 西十両筆頭 9–6          | 東前頭16枚目 9–6            |
| 2022年 （令和4年） | 西前頭10枚目 4–11       | 東前頭15枚目 4–11       | 東十両4枚目 5–10        | 東十両7枚目 8–7             | 東十両6枚目 8–7         | 東十両5枚目 10–5            |
| 2023年 （令和5年） | 東十両筆頭 3–12         | 東十両7枚目 8–7         | 西十両5枚目 5–10        | 西十両8枚目 7–8             | 西十両9枚目 6–9         | 東十両10枚目 5–10           |
| 2024年 （令和6年） | 東十両11枚目 6–9        | 東十両13枚目 6–9        | 東幕下筆頭 3–4          | 東幕下5枚目 4–3             | 東幕下2枚目 3–4         | 東幕下5枚目 4–3             |
| 2025年 （令和7年） | 西幕下2枚目 3–4         | 西幕下6枚目 6–1         | 西幕下筆頭 2–5          | 西幕下9枚目 3–4             | x                       | x                           |
| 各欄の数字は、「勝ち-負け-休場」を示す。 優勝 引退 休場 十両 幕下 三賞：敢=敢闘賞、殊=殊勲賞、技=技能賞 その他：★=金星 番付階級：幕内 - 十両 - 幕下 - 三段目 - 序二段 - 序ノ口 幕内序列：横綱 - 大関 - 関脇 - 小結 - 前頭（「#数字」は各位内の序列） |                         |                         |                         |                             |                         |                             |

### 幕内対戦成績
2025年7月場所終了現在
| 力士名   | 勝数 | 負数 | 力士名   | 勝数 | 負数 | 力士名   | 勝数 | 負数 | 力士名   | 勝数 | 負数 |
| -------- | ---- | ---- | -------- | ---- | ---- | -------- | ---- | ---- | -------- | ---- | ---- |
| 碧山     | 1    | 2    | 明瀬山   | 1(1) | 1    | 阿炎     | 0    | 1    | 石浦     | 2    | 2    |
| 逸ノ城   | 0    | 1    | 一山本   | 0    | 1    | 遠藤     | 1    | 0    | 炎鵬     | 1    | 0    |
| 王鵬     | 1    | 0    | 隠岐の海 | 0    | 2    | 魁聖     | 3    | 1    | 輝       | 1    | 1    |
| 琴恵光   | 2    | 2    | 琴ノ若   | 0    | 3    | 琴勝峰   | 1    | 1    | 佐田の海 | 2    | 2    |
| 志摩ノ海 | 0    | 4    | 松鳳山   | 1    | 0    | 大奄美   | 0    | 1    | 宝富士   | 0    | 2    |
| 千代翔馬 | 0    | 2    | 千代大龍 | 1    | 3    | 千代の国 | 2    | 2    | 千代丸   | 1    | 3    |
| 剣翔     | 1    | 1    | 照強     | 1    | 3    | 德勝龍   | 2    | 0    | 栃ノ心   | 1    | 1    |
| 翔猿     | 2    | 1    | 英乃海   | 1    | 0    | 翠富士   | 0    | 1    | 妙義龍   | 1    | 2    |
| 豊山     | 1    | 3    | 竜電     | 2    | 0    | 若元春   | 0    | 1    |          |      |      |

## 改名歴
- 豊乃浪 祐貴（とよのなみ ゆうき） 2010年11月場所 - 2014年1月場所
- 天空海 翔馬（あくあ しょうま） 2014年3月場所 -

## 主なメディア出演

### TV出演
- 密着!すもう部屋物語〜第四幕〜（BS日テレ、2020年1月10日）